# Orjol (kosmická loď)
Orjol (rusky Орёл, česky Orel), v letech 2016–2019 nazývaná Federacija (rusky Федерация), předtím označovaná jako PPTS (Perspektivní pilotovaný dopravní systém, Перспективная пилотируемая транспортная система, ППТС) je ruská pilotovaná kosmická loď vyvíjená pro Roskosmos společností RKK Energija. Do začátku roku 2016 bylo jeho oficiálním názvem PTK NP (Pilotovaná dopravní loď nové generace, rusky Пилотируемый транспортный корабль нового поколения, ПТК НП).
Nová loď má nahradit stárnoucí lodě Sojuz vyvinuté bývalým Sovětským svazem za účelem dopravy kosmonautů na orbitální stanice. Loď pojme posádku čtyř lidí na oběžnou dráhu Země a dále až na 30 dnů. Pokud bude ukotvena s kosmickou stanicí, mohla by zůstat ve vesmíru až jeden rok, což je dvojnásobek kosmické lodi Sojuz. Kosmická loď má být schopna samostatného několikatýdenního letu na oběžné dráze Měsíce.

## Historie

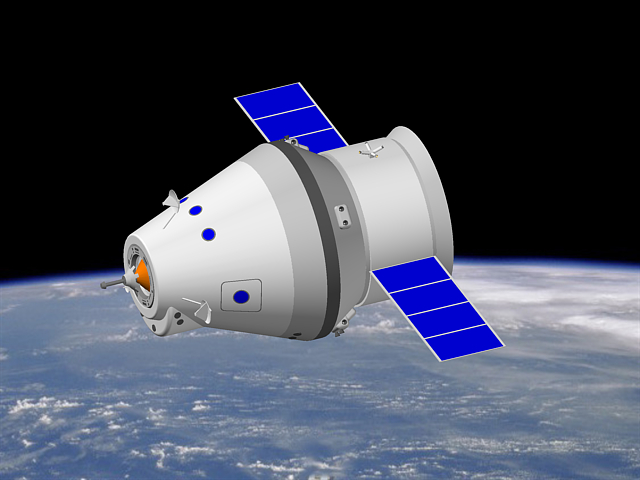
Vizualizace lodi PPTS (2009)

Nejprve se ESA dotazovala, zda může být součástí programu NASA kosmické lodi Orion, ale dostala negativní odpověď. Následně se ESA rozhodla připojit k Rusku, aby společně vytvořili novou generaci vesmírných lodí s posádkou. Roku 2005 Roskosmos opakovaně obdržel návrhy od moskevského podniku GKNPC Chruničeva na vývoj nové vesmírné lodi vycházející z lodi TKS, která by byla vypouštěna raketou Angara. Dalším konkurentem byl projekt Kliper od společnosti RKK Eněrgija z Koroljova. ESA však trvala na společném návrhu.
V červenci 2006 přijala ruská vláda koncepci rozvoje ruské kosmonautiky do roku 2030, která v části věnované dopravním systémům předpokládala nejdříve modernizaci Sojuzu a zkonstruování orbitálního tahače Parom. Poté – po roce 2015 – měla nastoupit nová kosmická loď, univerzálnější než Kliper, schopná jak dopravy na oběžnou dráhu Země, tak letů na Měsíc.
Fáze studie společného projektu ESA a Roskosmos vývoje nové pilotované kosmické lodi označované jako CSTS/ACTS započal v září 2006. Projekt byl ovšem ukončen na konferenci členských států ESA v listopadu 2008 a ESA se rozhodla využít některé technologie na projektu ATV.
Roskosmos vyhlásil nový konkurs na „perspektivní pilotovaný dopravní systém“ (PPTS), zúčastnily se ho GKNPC Chruničeva a RKK Eněrgija. V dubnu 2009 Roskosmos vybral projekt Eněrgiji, s tím, že nosnou raketu (nazvanou Rus-M) pro novou loď vyvine a bude vyrábět CSKB-Progress.
Perspektivní pilotovaný dopravní systém podle požadavků konkurzu zahrnoval „pilotovanou dopravní loď nové generace“ ve třech modifikacích určených pro
- dopravu 6 kosmonautů a 500 kg nákladu na orbitální stanici na oběžné dráze Země a zpět,
- dopravu 4 kosmonautů a 100 kg nákladu na oběžnou dráhu Měsíce a zpět,
- samostatný třicetidenní let 4 kosmonautů.[6]

Přistávací modul měl být opakovaně (desetkrát) použitelný. Loď měla být dále použitelná pro lety kosmických turistů a pro obsluhu automatických platforem a stanic na oběžné dráze Země. V bezpilotní variantě měla sloužit jako zásobovací loď a dopravit 2000 kg nákladu na orbitální stanici a 500 kg nákladu na Zem.
V srpnu 2011 Eněrgija představila maketu lodi. První bezpilotní start byl plánován z kosmodromu Vostočnyj roku 2015 a pilotovaný let plánován na rok 2018. V roce 2015 kvůli škrtům v rozpočtu z předešlého roku došlo k dalšímu posunu prvního plánovaného bezpilotního letu na 2021 a prvního pilotovaného letu k ISS na 2024.  Na podzim 2019 se počítalo:
- s prvním bezpilotním letem prototypu lodi bez systému podpory života – na Angaře A5 – v roce 2023,
- s letem plně funkční lodi k ISS v automatickém režimu bez posádky v roce 2024
- a s prvním pilotovaným letem k ISS v roce 2025.[9]

V únoru 2020 Roskosmos potvrdil předchozí plány a informoval, že navíc počítá: 
- první let k Měsíci bez posádky v roce 2028.[10]

Roskosmos 1. dubna 2022 zveřejnil informace z korporace RKK Energija ohledně postupu vývoje lodi Orjol. Podle nich je hotová pracovní dokumentace, jsou vytvořeny makety návratové kabiny a motorového segmentu, další makety a vybavení jsou ve fázi výroby. Byla zahájena etapa dynamických a statických zkoušek lodi pro výběr technologií a materiálů, po jejich dokončení budou následovat testy související s bezpečností posádky. Na konec roku 2022 jsou naplánovány zkoušky nouzového záchranného systému při startu na maketě nosné rakety Angara-NŽ. Další testy nouzových záchranných systémů a systémů měkkého přistání budou provedeny na nosné raketě Angara-A5 v roce 2023. Bylo také potvrzeno, že první ze dvou zkušebních letů v bezpilotním režimu – nutných před prvním letem s posádkou – by se měl uskutečnit v roce 2024. Navíc bylo zmíněno, že loď Orjol bude součástí dopravní infrastruktury k nové ruské orbitální stanice (NovoROSS), stejně jako nákladní loď s pracovním názvem Orljonok. Podle plánů bude loď schopna na oběžnou dráhu vynést čtyři lidi, ale zpět na Zemi v nezbytném případě o dva více.

## Jméno
Agentura Roskosmos dala fanouškům kosmonautiky možnost zvolit jméno nové ruské kosmické lodi. Z více než 5 000 návrhů byly vybrány „Федерация (což znamená federace)“, „Гагарин (Gagarin)“, „Родина (Vlast)“, „Звезда (Hvězda)“, „Лидер (Lídr nebo Vůdce)“, „Галактика (Galaktika)“, „Мир (Mír, také možno přeložit jako Svět)“, „Зодиак (Zodiak, tedy Zvířetník)“, „Астра (Astra)“ a „Вектор (Vektor)“. Hlasovat bylo možné do 23. prosince 2015. Ze tří vítězných návrhů (Gagarin, Vektor a Federacija) porota nakonec vybrala jméno Federacija.
V září roku 2019 se Roskosmos rozhodl přejmenovat vyvíjenou loď na jméno Orjol.,

## Popis lodi a funkce

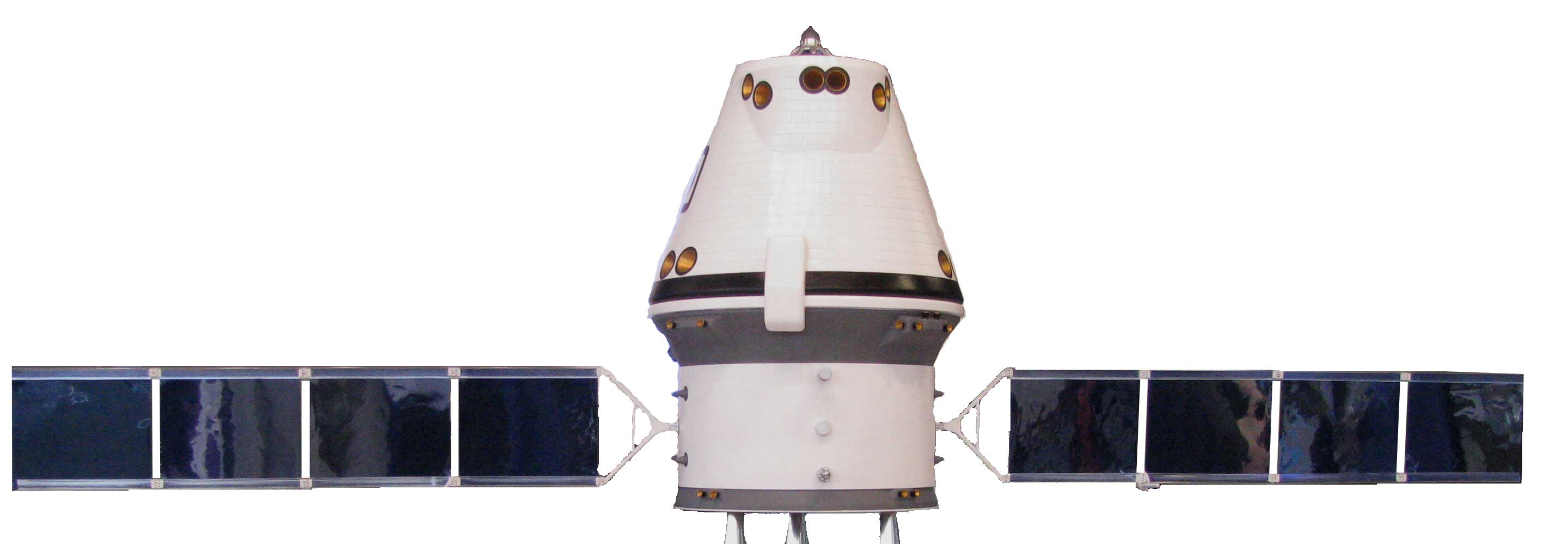
Maketa PPTS 2009

Nová loď Orjol má shodné úkoly jako současně vyvíjený americký Orion a také podobný vzhled. Návratová kapsle (возвращаемый аппарат, ВА) useknutého kónického tvaru je naspodu doplněná válcovým motorovým úsekem (двигательный отсек, ДО), s dvěma solárními panely.
Hmotnost lodi bez paliva by při startech na nízkou oběžnou dráhu země měla činit 14 000 kg (9500 kg návratový modul a 4500 kg servisní modul lodi), s palivem poté 17 000 kg. Při letech k Měsíci by měla dosahovat až 21 367 kg.

### Přistávání
Návrat lodě do zemské atmosféry bude probíhat balistickým řízeným letem, podobně jako u lodí Orion. Přistávací modul přistane pomocí tří padáků, které jsou schopné nést až 9 tun a také pomocí brzdících raketových motorů, které umožní upřesnit místo přistání. Padáky se rozloží ve výšce 1 km a motory zbrzdí rychlost klesání ve výšce 50 m. Nakonec loď dosedne na podpěrách absorbující nárazy, které také zabrání převrácení modulu na bok, jako se to stávalo u Sojuzu.
Pro přistání bylo vybráno několik oblastí v jižní části Ruska, přistávací plocha poblíž města Engels v Saratovské oblasti, kde přistál také Jurij Gagarin, dále pak plochy při městech Orsk, Orenburg a Rubcovsk.

## Nosné rakety

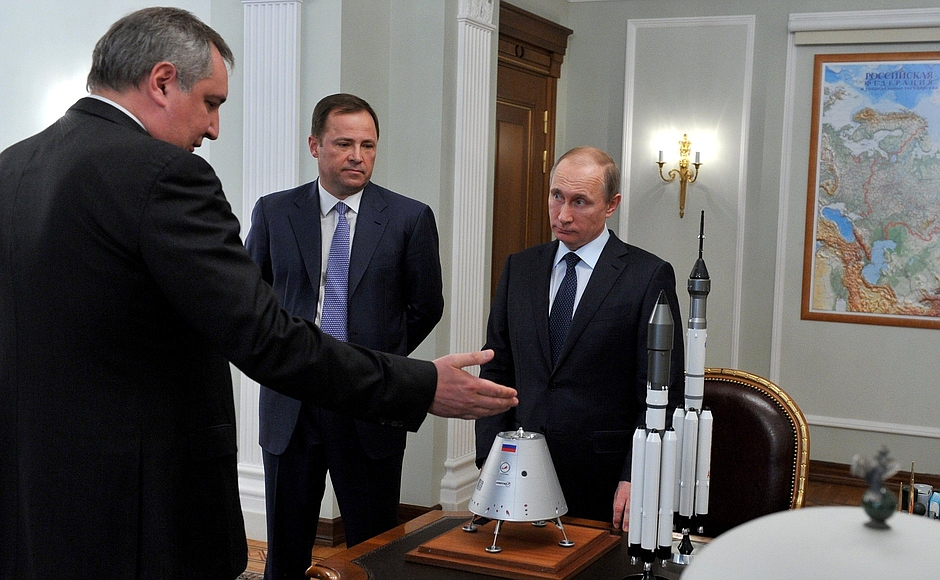
D. Rogozin, I. Komarov a V. Putin s maketami lodi Federacija a raket Angara A5 (2015)

Jako hlavní nosič pro novou kosmickou loď byla původně plánována nosná raketa Rus-M, ale v roce 2011 byl program pro vývoj nové rakety ukončen.
V červenci 2012 Roskosmos oznámil, že nová loď Federacija bude využívat nosič Angara A5. V roce 2017 se však ruští inženýři rozhodli preferovat nový chystaný nosič Irtyš (také zvaný Sojuz 5), který povstal v rámci projektů Fenix / Sunkar. Vybrání rakety Irtyš pro loď Federacija se ale týká pouze misí, kdy bude tato loď mířit na nízkou oběžnou dráhu a na ISS. Podle plánu měl Irtyš v roce 2022 zahájit letové testy a nejprve vynášet nepilotované zkušební lodě Federacija. Nová raketa měla projít certifikačním procesem pro pilotované lety. V září roku 2019 Roskosmos znovu změnil plány a vrátil se s lodí, nově pojmenovanou Orjol, zpět k nosiči Angara A5. Šéf Roskosmosu Dmitrij Rogozin oznámil, že první letová zkouška kosmické lodi bez posádky proběhne v roce 2023 z nového komplexu na kosmodromu Vostočnyj. Následovat by měl jeden bezpilotní let k ISS a poté první let s posádkou. Na vynášení lodi k lunárním misím se počítá buďto s Angarou A5V, nebo se supertěžkým nosičem Jenisej.

## Srovnání se Sojuzem

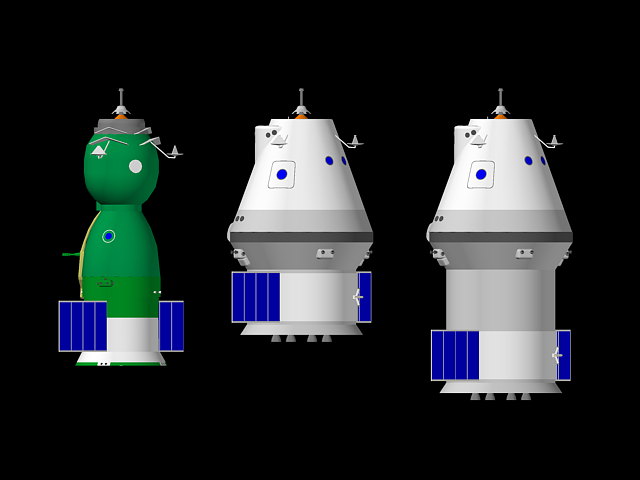
Srovnání lodí Sojuz (vlevo), PPTS a PPTS na lunární orbitu

Lodě Sojuz se začaly vyvíjet v roce 1962 v RKK Eněrgija pod vedením S. P. Koroljova jako nových typ slibných lodí, které nahradí lodě Vostok. Ty poté přežily nejen americké lodě Apollo a raketoplány, ale ukázaly se jako velmi spolehlivé systémy. Projekty společnosti RKK Eněrgija Zarja (1985) a Kliper (2005), které měly nahradit lodě Sojuz a dosáhnout Měsíce i s posádkou, nedosáhly plné implementace. Ovšem zkušenosti získané prostřednictvím těchto projektů jsou využívány v nových generacích Sojuzu a Federacija.
Sojuz pojme pouze 3 členy posádky ve 2,5 m³ obytného prostoru, nejdelší dobu pobytu 17,8 dnů na oběžné dráze dosáhl Sojuz-9 v roce 1970, čas strávený na stanici může dosáhnout až 200 dní. Orjol by měl pojmout až 4 osoby v 9 m³ obytného prostoru, autonomní doba letu na oběžné dráze se zvýší až na 30 dní a na stanici na 1 rok. Dokovací systém Kurs-L převezme Federacija od lodí Sojuz. Stejně tak bude mít i smíšený přistávací systém; padáky a brzdové motory, které jí umožní přistát v okruhu 5 km. Jeho tvar je blíže ke zkrácenému kuželu, což znamená, že bude schopen lépe plánovat a přistát s menší odchylkou. Díky novým kompozitním materiálům a hliníkové slitině 1570С bude loď lehčí a trvanlivější, než kdyby byla vyrobena ze stejných materiálů jako Sojuz.